# Colombiansk kaffe
Colombiansk kaffe er en geografisk benævnelse, som blev godkendt af den europæiske union den 27. september 2007.
Colombia er verdens tredjestørste kaffeproducent og -eksportør og verdens største producent af mild kaffe.
De største importører af colombiansk kaffe er USA, Tyskland, Japan, Holland og Sverige.

## Historie
I 1835 begyndte Colombia at dyrke kaffe til eksport i Salazar de las Palmas i regionen Norte de Santander og i gennem det 20. århundrede var kaffen den vigtigste colombianske eksportvare. I 1999 udgjorde det 3,7% af bruttonationalproduktet og besatte 37% af arbejdsstyrken. De største producenter af kaffe i Colombia er: Nariño, Norte de Santander, Antioquia, Valle del Cauca, Huila, Tolima, Caldas, Risaralda, Quindío og Cundinamarca.
En område i midten af landet, der breder sig over Caldas, Risaralda og Quindío går under navnet Eje Cafetero, da det er her den vigtigste del af kaffeproduktion befinder sig. Dette område blev den 25. januar 1999 ramt af et jordskælv, der målte 6,2 på Richterskalaen, men kom sig dog økonomisk set hurtigt derefter.
I Colombia dyrkes der i dag kaffebønner på mere end en million hektar land. Hele kaffemarkedet er inden for landets egne grænser bestyret af Federación Nacional de Cafeteros de Colombia. Mere end tre fjerdedele af landets kaffeproduktion er afsat til ekport.
I 2004 bestemte den colombianske regering sig for en geografisk benævnelse af produktet og i juni 2005 blev en ansøgning sendt til Den Europæiske union for at produktet også kunne blive anerkendt i Europa. Derved blev dette i september 2007 det første ikke-europæiske produkt til at blive anerkendt på det europæiske marked.

## Det colombianske kaffelogo (Café de Colombia)
Juan Valdez er et symbol og et billede, der fungerer som logo for colombiansk kaffe.
Dette logo blev skabt af Doyle Dane Bernbach i marts 1981 og på det ser man Juan Valdez, muldyret "Conchita" og colombianske bjerge i baggrunden. Hensigten med logoet er at præge og garantere kaffemærker, der med sikkerhed består af 100% colombiansk kaffe anerkendt af Federación Nacional de Cafeteros de Colombia